# Дом скорпиона
Дом скорпиона (англ. The House of the Scorpion) — научно-фантастический роман американской писательницы Нэнси Фармер, был издан в 2001 году.
Роман номинировался на различные престижные литературные премии. Книга получила награду Национальной премии в области литературы для юношества, а также многие другие награды.

## Сюжет
В книге описывается судьба главного героя романа Матта. Матт — клон наркобарона Маттео Алакрана. События происходят в недалёком будущем, где создавались клоны для транспланатции их органов обладателям клонов. Юноше предстоит немало испытаний, чтобы добиться уважения, свободы и любви.